# Болонский процесс
Болонский процесс (англ. Bologna Process) — серия встреч на уровне министерств и соглашений между европейскими странами, направленных на обеспечение сопоставимости стандартов и качества квалификаций высшего образования. Болонский процесс назван в честь Болонского университета, где в 1999 году министры образования 29 европейских стран подписали Болонскую декларацию. Этот процесс создал Европейское пространство высшего образования в соответствии с Лиссабонской конвенцией о признании. Официальной датой начала процесса принято считать 19 июня 1999 года, когда была подписана Болонская декларация. Этот процесс был открыт для других стран в рамках Европейской культурной конвенции Совета Европы. Правительственные встречи в рамках болонского процесса были проведены в Праге (2001), Берлине (2003), Бергене (2005), Лондоне (2007), Лёвене (2009), Будапеште-Вене (2010), Бухаресте (2012), Ереване (2015), Париже (2018) и Риме (2020).
Одной из основных целей Болонского процесса является «содействие мобильности путём преодоления препятствий эффективному осуществлению свободного передвижения». Для этого необходимо, чтобы уровни высшего образования во всех странах были максимально сходными, а выдаваемые по результатам обучения научные степени — наиболее прозрачными и легко сопоставимыми. Это, в свою очередь, напрямую связано со введением в вузах системы перезачёта кредитов, модульной системы обучения и специального Приложения к диплому. Это также находится в тесной связи с реформированием учебных планов.
На сегодняшний день процесс включает в себя 46 стран-участниц из 49 стран, которые ратифицировали Европейскую культурную конвенцию Совета Европы (1954). Болонский процесс открыт для присоединения других стран.

## История
Начало Болонского процесса можно отнести к середине 1970-х годов, когда Советом министров Европейского союза была принята резолюция о первой программе сотрудничества в сфере образования.
В 1998 году министры образования четырёх европейских стран (Клод Аллегр от Франции, Юрген Рюттгерс от Германии, Тесса Блэкстон от Великобритании и Луиджи Берлингуэр от Италии), участвовавшие в праздновании 800-летия Парижского университета, сошлись во мнении, что сегментация европейского высшего образования в Европе мешает развитию науки и образования. Ими была подписана Сорбоннская декларация (англ. Sorbonne Joint Declaration, 1998). Цель декларации заключается в создании общих положений по стандартизации Европейского пространства высшего образования, где мобильность следует поощрять как для студентов и выпускников, так и для повышения квалификации персонала. Кроме того, она должна была обеспечить соответствие квалификаций современным требованиям на рынке труда.
Цели Сорбоннской декларации были подтверждены 19 июня 1999 года при подписании Болонской декларации, в которой 29 стран выразили свою готовность взять на себя обязательство повысить конкурентоспособность европейского пространства высшего образования и обеспечить совместимость и сравнимость национальных систем высшего образования с установлением стандартов транснационального образования; при этом подчёркивалась необходимость сохранения независимости и самостоятельности всех высших учебных учреждений. Все положения Болонской декларации были установлены как меры добровольного процесса согласования, а не как жёсткие юридические обязательства. В Болонской декларации говорится: «Жизнеспособность и эффективность любой цивилизации обусловлены привлекательностью, которая её культура имеет для других стран. Мы должны быть уверены, что европейская система высшего образования приобретает всемирный уровень притяжения, соответствующий нашим экстраординарным культурным и научным традициям».
По состоянию на 2022 год, Болонский процесс объединяет 46 стран.

## Основные цели Болонского процесса
Основные цели Болонского процесса: расширение доступа к высшему образованию, дальнейшее повышение качества и привлекательности европейского высшего образования, расширение мобильности студентов и преподавателей, а также обеспечение успешного трудоустройства выпускников вузов за счёт того, что все академические степени и другие квалификации должны быть ориентированы на рынок труда.
Присоединение России к Болонскому процессу даёт новый импульс модернизации высшего профессионального образования, открывает дополнительные возможности для участия российских вузов в проектах, финансируемых Европейской комиссией, а студентам и преподавателям высших учебных заведений — в академических обменах с университетами европейских стран.

## Основные положения Болонской декларации
Цель декларации — установление европейской зоны высшего образования, а также активизация европейской системы высшего образования в мировом масштабе.
Декларация содержит шесть ключевых положений:
1. Принятие системы сопоставимых степеней, в том числе через внедрение приложения к диплому для обеспечения возможности трудоустройства европейских граждан и повышения международной конкурентоспособности европейской системы высшего образования.
2. Введение двухциклового обучения: предварительного (undergraduate) и выпускного (graduate). Первый цикл длится не менее трёх лет. Второй должен вести к получению степени магистра или степени доктора.
3. Внедрение европейской системы перезачёта зачётных единиц трудоёмкости для поддержки крупномасштабной студенческой мобильности (система баллов). Она также обеспечивает право выбора студентом изучаемых дисциплин. За основу предлагается принять ECTS (European Credit Transfer System), сделав её накопительной системой, способной работать в рамках концепции «обучение в течение всей жизни».
4. Существенное развитие мобильности учащихся (на базе выполнения двух предыдущих пунктов). Расширение мобильности преподавательского и иного персонала путём зачёта периода времени, затраченного ими на работу в европейском регионе. Установление стандартов транснационального образования.
5. Содействие европейскому сотрудничеству в обеспечении качества с целью разработки сопоставимых критериев и методологий.
6. Содействие необходимым европейским воззрениям в высшем образовании, особенно в области развития учебных планов, межинституционального сотрудничества, схем мобильности и совместных программ обучения, практической подготовки и проведения научных исследований.

## Присоединение к Болонскому процессу
Страны присоединяются к Болонскому процессу на добровольной основе через подписание соответствующей декларации. При этом они принимают на себя определённые обязательства, некоторые из которых ограничены сроками:
- с 2005 года начать бесплатно выдавать всем выпускникам вузов стран-участников Болонского процесса европейские приложения единого образца к дипломам[7] бакалавра и магистра;
- до 2010 года реформировать национальные системы образования в соответствии с основными положениями Болонской декларации.

Наличие эффективно работающего Болонского процесса в государстве, стремящемся войти в ЕС, показывало серьёзность этого намерения на высшем уровне. В экономическом плане это упрощало наём специалистов и верификацию специальности работника, который получил образование в одной из стран ЕС и/или стран-партнёров.

## Участники Болонского процесса
Этот процесс, являющийся межправительственным соглашением между ЕС и странами, не входящими в ЕС, не имеет статуса законодательства ЕС. Поскольку Болонская декларация не является договором или конвенцией, для подписавших ее государств не существует юридических обязательств; участие и сотрудничество являются добровольными. Хотя декларация была создана без формальной связи с институтами ЕС, Европейская комиссия (которая поддерживала европейские проекты, такие как проекты Tuning и TEEP) играет важную роль в осуществлении процесса. Большинство стран не вписываются в эти рамки, используя свои традиционные системы. Процесс, результатом которого станут двусторонние соглашения между странами и учреждениями, признающими степени друг друга, переходит от строгой конвергенции во времени, затрачиваемом на квалификацию, к системе, основанной на компетенциях, которая будет иметь разделение на бакалавриат и аспирантуру (со степенью бакалавра в первом и степенью магистра и доктора в последнее).
Участниками Болонского процесса на 2020 год являются 46 стран и Европейская комиссия. Все страны — члены Европейского союза и Восточного партнёрства задействованы в процессе. Монако — единственный член Совета Европы, не участвующий в процессе.

### Австрия
Ситуация в Австрии аналогична ситуации в Германии, где самые низкие степени — магистр (FH) и диплом (FH) (рассчитаны на три или четыре года). Самыми низкими степенями выпускника являются магистр и диплом, которые обычно удовлетворяют требованиям диссертации (включая выпускной экзамен и защиту диссертации) и могут быть получены после четырёх-шести лет обучения. В 2000 году многие учебные программы начали преобразовываться в степени бакалавра (Bakkalaureat; к 2007 году этот термин был заменен на «bachelor» в большинстве учебных планов) и магистерские программы (Magisterstudium) номинальной продолжительностью шесть семестров (три года) и три-четыре семестра (от 18 месяцев до двух лет) соответственно.
Для зачисления в докторантуру обычно требуется степень магистра в смежной области. Хотя номинальная продолжительность докторских программ составляет два или три года, время для получения диплома значительно варьируется и, как правило, больше.

### Азербайджан
Азербайджан является полноправным участником Болонского процесса с 2005 года.

### Андорра
В Андорре степени присуждаются государством по всем трем циклам (бакалавриат, магистратура и докторантура). Университет Андорры адаптировал свои аудиторные занятия к Европейскому пространству высшего образования в соответствии с Болонским соглашением. Рабочая нагрузка на получение степени рассчитывается в европейских кредитах, при этом европейский эквивалент составляет 180 кредитов (три года) для получения степени бакалавра и 120 кредитов (два года) для получения степени магистра.
Для зачисления в докторантуру обычно требуется степень магистра в смежной области. Хотя номинальная продолжительность докторских программ составляет два или три года, время для получения диплома значительно варьируется и, как правило, в большую сторону.

### Армения
Армения ратифицировала Болонский процесс в 2005 году и является членом Европейского пространства высшего образования.

### Беларусь
Республика Беларусь с 2000-х годов проявляла значительный интерес к преобразованиям, происходящим в европейском пространстве высшего образования. Национальная система высшего образования постепенно модернизировалась с учётом принципов Болонского процесса. Уже в законе о высшем образовании (2007) был закреплён переход на двухступенчатую систему высшего образования (специалитет, магистратура). В стандартах высшего образования второго (2008) и третьего (2014) поколений был реализован компетентностный подход. В контексте Болонских задач с 2010 года действовала национальная группа экспертов по вопросам реформы высшего образования под патронажем Министерства образования Республики Беларусь и национального офиса программы «Темпус».
В 2014 году Республика Беларусь подала заявку в рабочие органы Болонского процесса на предмет официального присоединения ее к этому европейскому объединению-движению. О присоединении Беларуси к Болонскому процессу и вступлении её в Европейское пространство высшего образования было объявлено 14 мая 2015 года в Ереване на Конференции министров образования стран ЕПВО и форуме по Болонской политике.После поддержки российской агрессии против Украины страна исключена из участия в Болонском процессе.

### Венгрия
В Венгрии Болонская система применяется к тем, кто начал своё университетское образование в сентябре 2006 года или после этой даты. Для отбора было доступно сто восемь специальностей (по сравнению с более чем 400 в 2005 году), из которых шесть не подпадают под разделение бакалавриата и магистратуры: юриспруденция, медицина и ветеринария, стоматология, фармация и архитектура.
Согласно онлайн-опросу, проведенному Национальным информационным центром высшего образования, 65 процентов респондентов сочли ненужным внедрять эту систему. Новая система дает меньше гарантий того, что студенты получат степень магистра, поскольку многие завершат свое образование после трехлетнего получения степени бакалавра. Ожидается, что в течение первых трёх лет студенты будут изучать больше несвязанных предметов из-за меньшего количества специальностей.

### Дания
Дания приняла систему 3+2+3, которая была создана в 1971 году рабочей группой «Общества датских инженеров по управлению образованием» и группой Федерации датской промышленности 1984—1985 годов, обе возглавляемые Хансом Бруно Лундом. До принятия международных стандартов самая низкая степень, обычно присуждаемая в университетах Дании, была эквивалентна степени магистра (Kandidat/cand.mag). Хотя степень бакалавра выдавалась после трёх лет обучения, большинство студентов продолжают дополнительные два года, необходимые для получения степени магистра. Профессиональные степени средней продолжительности (от двух до четырёх лет) были адаптированы в качестве профессиональных степеней бакалавра (3 с половиной года).

### Греция
Греция присоединилась к Болонскому процессу в 1999 году. С 2007 года были завершены более интенсивные шаги по созданию Европейского пространства высшего образования.

### Грузия
Хотя Грузия присоединилась к Болонскому процессу в 2005 году на саммите в Бергене, шаги по созданию Европейского пространства высшего образования были завершены ранее. С конца 1990-х годов многие грузинские университеты (в основном частные) ввели ограниченные образовательные программы, позволяющие студентам получить степень бакалавра (четыре года) и степень магистра (один-два года), сохраняя при этом старую пяти-шестилетнюю схему. В советское время единственной степенью был дипломированный специалист.
Циклы высшего образования делятся на первый (степень бакалавра, 240 кредитов), второй (степень магистра, 120 кредитов) и третий (докторантура, 180 кредитов). Медицина человека, ветеринария и стоматология (300—360 кредитов) — это интегрированные программы с квалификацией, равной степени магистра.

### Ирландия
В Ирландии степень бакалавра обычно длится три-четыре года; степени магистра и доктора в основном аналогичны степеням в Великобритании. Степень бакалавра — это квалификация первого цикла. За исключением степени магистра в Дублинском университете, степень магистра всегда является последипломной (преподавательской или исследовательской). Общие результаты для получения ирландских степеней изложены в Национальной системе квалификаций 2003 года. В 2006 году Ирландия была первой страной, проверившей совместимость своей национальной системы с системой Европейского пространства высшего образования.

### Исландия
В Исландии срок получения степени бакалавра обычно составляет три года; степень магистра — два года, а степень доктора — от трех до шести лет.

### Италия
Италия вписывается в эти рамки с момента принятия в 1999 году системы «3+2». Первая степень — это Laurea triennale, которую можно получить после трёх лет обучения. Отобранные студенты могут затем завершить своё обучение с двумя дополнительными годами специализации, ведущими к поступлению в Laurea Magistrale.
Laurea соответствует степени бакалавра; Laurea Magistrale, соответствующая степени магистра, предоставляет доступ к программам третьего цикла (аспирантура, докторантура или специализированные школы) продолжительностью от двух до пяти лет (получение степени доктора философии обычно занимает три года). Пятилетняя степень Laurea Magistrale a Ciclo Unico (Степень магистра одного цикла) присуждается в области медицины (Medicina), архитектуры (Architettura), права (Giurisprudenza) и стоматологии (Odontoiatria), фармации (Farmacia) и фармацевтических наук (Chimica e Tecnologia Farmaceutiche), а также как в изобразительном искусстве (Accademia di Belle Arti), так и в музыке (Conservatorio di Musica). Название для студентов бакалавриата и BS — Dottore, а для магистров, MFA, MSc, MD и аспирантов MEd — Dottore magistrale (сокращённо Dott., Dott.ssa или Dr.). Это не следует путать с выпускниками PhD и post-MA, чей титул Dottore di Ricerca (доктор-исследователь).
Итальянская система имеет два типа последипломной степени (называемой «Master», не путать со степенью магистра). Laurea Magistrale (120 ECTS) обеспечивает доступ к программам третьего цикла, а степень Master universitario (не менее 60 ECTS) может быть разделена на степень магистра первого (второй цикл) и второго уровня (третий цикл). Степень магистра первого уровня доступна по программе первого цикла и «не даёт доступа к программам PhD и 3-го цикла, поскольку этот тип курсов не относится к общим требованиям, установленным на национальном уровне, но предлагается под автономную ответственность каждого университета».

### Казахстан
Казахстан является полноправным членом Болонского процесса и Европейского пространства высшего образования с 2010 года. Казахстан — первое центральноазиатское государство, признанное полноправным членом европейского образовательного пространства.

### Нидерланды
В Нидерландах проводится различие между HBO (высшее профессиональное или политехническое образование) и WO (научное образование или исследовательские университеты). WO и HBO приняли систему бакалавриата и магистратуры. Обычно для получения степени бакалавра требуется три (WO) или четыре (HBO) года обучения; затем выпускники могут подать заявку на магистерскую программу в университете, для завершения которой обычно требуется от одного до двух лет. Выпускнику бакалавриата HBO, возможно, придется пройти один год преддипломного образования, чтобы преодолеть разрыв между обучением в HBO и (ориентированным на исследования) обучением в WO, чтобы быть допущенным к магистерской программе WO, которая может предоставлять такие степени, как MA, MSc и LLM. Также существуют Магистратура HBO и HBOOS — единственные институции, предлагающие ассоциированные степени.

### Португалия
В связи с Болонским процессом в 2005 году в университетах и политехнических институтах Португалии были организованы новые степени лиценциата. Ранее программа рассчитывалась на четыре-шесть лет, что эквивалентно 300 ECTS, теперь это трёхлетний первый цикл и единственное требование для двухлетнего второго цикла, который присуждает степень магистра. Некоторые болонские курсы представляют собой интегрированные пятилетние или шестилетние программы, дающие совместную степень магистра, что является обычной практикой в медицине. В инженерном деле, несмотря на использование двух циклов, инженер может получить лицензию только после получения степени магистра. Степени магистра, полученные после пяти или шести лет обучения, соответствуют старым степеням бакалавра, известным как лицензиатура. Новая лицензия, полученная после трех лет обучения, соответствует бывшей степени бакалавра, присуждаемой политехническими институтами с 1970-х по начало 2000-х годов (примерно эквивалентно расширенной степени младшего специалиста). Старая и новая степени магистра — это первая степень магистра перед докторской степенью, а старая и новая лицензии — это степени бакалавра.
Степень лиценциата (четырех-шестилетний курс) требовалась для абитуриентов, которые хотели пройти старые программы магистратуры и докторантуры, но допуск был зарезервирован для тех, у кого была степень лиценциата с оценкой выше 14 (из 20). После изменений, внесенных Болонским процессом, степень магистра присваивается в конце программы, примерно эквивалентной по времени многим старым программам лицензирования. Этот процесс был разработан с целью совершенствования системы образования до такой степени, чтобы она основывалась на развитии компетентности, а не на передаче знаний. Его целью была разработка системы легко сопоставимых степеней, чтобы упростить сравнение квалификаций по всей Европе. Его гибкость и прозрачность были призваны обеспечить более широкое признание квалификаций студентов, облегчая передвижение по европейскому пространству высшего образования на основе двух основных циклов (бакалавриат и магистратура) и предоставляя степени третьего цикла кандидатам в докторантуру.

### Россия
Сложившаяся в советские годы система высшего образования была в принципе несовместима с этим процессом. Общая, самая низкая степень во всех университетах с советских времён — это специалист, которую можно получить после пяти-шести лет обучения. С середины 1990-х годов многие университеты ввели ограниченные программы, позволяющие студентам получить степень бакалавра за четыре года и степень магистра дополнительно за один-два года при сохранении старой системы. По мнению кандидата психологических наук, доцента (ВАК), профессора Российской академии естествознания (РАЕ), Дружилова С. А., сферой научных интересов которого является психология профессиональной деятельности и психология становления профессионализма человека, вводимая в России многоуровневая система высшего образования, ориентированная на унификацию с европейской системой образования и интеграцию в неё, — коренным образом отличается от исторически сложившейся в Российской Федерации. Многое придётся менять, а что-то — ломать кардинально и строить заново. В этом и достоинство вводимых инноваций, и потенциальные угрозы. Существует опасность потерять то ценное, что было достигнуто за предыдущую историю отечественного высшего профессионального образования.
В качестве основных целей участия российских ВУЗов в Болонском процессе указывались взаимное признание дипломов, стимуляция образовательной миграции и возможность способствовать адаптации выпускников на рынке труда.
В течение почти двух десятилетий функционирования российской высшей школы в рамках Болонского процесса нововведение вызывало неоднозначную реакцию и так и не снискало убедительной поддержки. Наряду с явными плюсами в плане интернационализации образования, оно нередко дезориентировало работодателей в России, а в ряде областей приводило к снижению качества и объёма получаемых студентом знаний. По мнению педагога Аси Штейн: «Болонская система в России в полной мере так и не заработала, за исключением отдельных, всем хорошо известных, передовых вузов. В большинстве университетов старая профессура изо всех сил держалась за привычные методы преподавания и взаимодействия со студентами. Чаще всего Болонская система у нас лишь декларировалась. На практике вымывалось то лучшее, что было — а оно было — в традиционной российской системе образования. Худшее сохранялось, успешно сочетаясь с не лучшими сторонами Болонской системы, — она, как и всё в этом мире, тоже не идеальна». При этом ведение Болонского процесса не оказало негативного влияния на трудоустройство выпускников.
11 апреля 2022 года на фоне ухудшения отношений России со странами Запада вследствие вторжения России на Украину Болонская группа решила прекратить представительство России и Беларуси в структурах Болонского процесса. Со своей стороны, в мае 2022 года РФ озвучила намерение выйти из Болонской системы. Полного отказа от магистерских и бакалаврских программ тогда не планировалось, но основная роль стала отводиться более традиционному для России специалитету. 21 февраля 2023 года президент России В. В. Путин предложил плавно вернуться к прежней системе вузовского образования со сроком обучения от 4 до 6 лет, с выделением аспирантуры в отдельную ступень. Весной 2024 года стало известно о планах изменения иерархии уровней образования в России с упразднением бакалавриата (последний набор на бакалаврские программы пройдёт в 2024 г.) и реформированием магистратуры. Все обладатели дипломов бакалавра или магистра сохранят свои права.

### Украина
В 2005 году в Бергене Болонскую декларацию подписал министр образования Украины. Страна является ассоциированным членом ЕС и официальным кандидатом на членство в Европейском союзе, является частью Европейского пространства высшего образования. Украинская система высшего образования является трехуровневой: первый уровень — бакалавриат, второй — магистратура, третий — доктор философии (аспирантура). Существует нулевой цикл — младший бакалавр, но он чаще встречается в профессионально-техническом образовании (укр. фаховий молодший бакалавр), присваивается выпускникам колледжей. Национальная рамка квалификаций гармонизирована с европейской и состоит из восьми уровней.
Бакалавр является образовательной степенью, присваивается после успешного завершения образовательных программ в 180—240 кредитов. Кредит равняется 30 часам учебной нагрузки. По завершении бакалавриата соискатели проходят итоговую аттестацию, которая предполагает публичную защиту квалификационной работы или же сдачу экзамена, хотя возможна комбинация форм аттестации. Для ряда регулируемых специальностей форма аттестации предполагает сдачу внешнего экзамена (укр. державного кваліфікаційного іспиту).
Магистерские программы или же второй уровень высшего образования состоят из 90-120 кредитов, являются полутора и двухгодичными. Магистратура разделена на профессиональную (90 кредитов) и научную (120 кредитов). Предполагает возможность поступления с разных специальностей, возможность наличия междисциплинарных программ. Итоговая аттестация аналогична — публичная защита квалификационных работ или сдача экзамена. Исключение представляют регулируемые специальности. Соответствует 7 уровню Национальной рамки квалификаций.
Третий уровень высшего образования позволяет получить образовательно-научную степень доктора философии путём обучения в аспирантуре. Программа предполагает 40-60 кредитов образовательной нагрузки, остальное время предоставлено для научной работы. Общий срок обучения — 4 года. Предполагает публичную защиту диссертации и получение степени доктора философии по специальности. Соответствует высшему — 8 уровню Национальной рамки квалификаций. Также существуют возможности дальнейшего научного развития («постдок» или докторантура), но они не являются образовательными, а полученная научная степень доктора наук по специальности также соответствует 8 уровню Национальной рамки квалификаций.
В рамках Болонской системы уделяется значительное внимание студентоцентризму, возможности формирования индивидуальных траекторий образования за счет свободного выбора студентами не менее 25 % объема образовательной программы, развитию студенческого самоуправления в учреждениях высшего образования, международной и национальной академической мобильности, признания результатов неформального и самостоятельного обучения студентов. Профессиональные квалификации присваивает Национальное агентство квалификаций.

### Финляндия
В финской системе, существовавшей до Болонского процесса, высшее образование было разделено между университетами и политехническими институтами. В университетах степени по большинству областей были разделены на трехлетнюю степень бакалавра (kandidaatti) и двухгодичную степень магистра (maisteri). В этих областях Болонский процесс не привёл ни к каким изменениям.
В инженерном деле университеты предлагали только 5,5-летнюю магистерскую программу (diplomi-insinööri). Она была заменена трёхлетней степенью бакалавра (tekniikan kandidaatti) и двухгодичной степенью магистра (diplomi-insinööri), для которых английские названия — Bachelor of Science (Technology) и Master of Science (Technology). Соответствующее изменение было внесено в высшее военное образование, где офицерская степень была разделена между программами бакалавриата и магистратуры. Финские университеты прикладных наук, предлагающие инженерные программы, эквивалентные программам бакалавриата, начали предлагать программы получения степени магистра в 2005 году. Некоторые программы магистратуры инженерных наук (insinööri (ylempi AMK)) преподаются на английском языке.
Только медицина и стоматология сохраняют свою нестандартную структуру степеней, где лиценциат (более высокая степень, чем степень магистра, но менее обширная, чем степень доктора медицины или стоматологии) является базовой степенью. Шестилетняя программа, включающая не менее 360 кредитов ECTS, позволяет получить степень лиценциата медицины (lääketieteen lisensiaatti). Существует промежуточное звание (но не академическая степень) lääketieteen kandidaatti и нет степени магистра.
Политехнические степени считаются степенями бакалавра в международном использовании. Для внутреннего использования от бакалавров, переводящихся из политехнических институтов в университеты, может потребоваться накопить максимум 60 кредитов ECTS на дополнительное обучение, прежде чем приступить к обучению на уровне магистра. В соответствии с Болонским процессом политехнические институты имеют право присуждать степени магистра.

### Франция
Во Франции степень бакалавра (baccalauréat), присуждаемая по окончании среднего образования, позволяет студентам поступить в университет. До реформы LMD, которая внедрила Болонский процесс, за ней последовал двухлетний диплом о высшем образовании (DEUG) и лицензия на третий год (эквивалент степени бакалавра в Великобритании).
Затем студенты могли бы получить степень магистра, годичную исследовательскую степень, за которой могла последовать годичная профессиональная степень (диплом о высшем образовании или DESS) или исследовательская степень (Диплом об одобрении исследований или DEA). DEA, подготовка к получению докторской степени, была эквивалентна степени магистра филологии. Затем студенты могли бы получить докторскую степень (PhD), что занимало не менее трех лет.
DESS была создана в 1975 году для студентов, окончивших четырёхлетнее обучение. Задуманная как докторская степень с более практическим подходом, чем исследовательская, она включала подготовку 120-страничного документа, который защищался перед жюри из трех международных специалистов в этой области. Мини-диссертация хранилась в библиотеках университета, выдавшего DESS, в отличие от докторской диссертации (распространяемой её автором в каждой университетской библиотеке Франции).
Высшее образование во Франции также предоставляется неуниверситетскими учреждениями, специализирующимися на конкретных предметах. Диплом инженера (Diplôme d’engénieur) присуждается студентам после пяти лет обучения в признанных государством школах инженерии, особенно в таких крупных школах, как Mines, Centrale и ENAC.
Хотя бакалавриат и докторантура не изменились в Болонской системе (известной во Франции как реформа LMD), DEUG и лицензия были объединены в трехлётнюю лицензию. Магистры, DESS и DEA были объединены в двухгодичную степень магистра, которая может быть ориентирована на работу (master professionnel) или на исследования (master recherche). Степень бакалавра по-прежнему отделена от университетского диплома, но её обладатели также могут законно претендовать на степень магистра.

### Хорватия
В Хорватии внедрение Болонского процесса началось в 2005—2006 учебном году. Дипломная степень стала бакалавриатом (bachelor’s degree, хорв. prvostupnik), а программы были сокращены с четырех примерно до трех лет. Magisterij (степень магистра) достигается после двух дополнительных лет обучения в аспирантуре. Степень доктора (doctorate) может быть получена еще через три года (всего восемь лет).
Типичная продолжительность обучения составляет три года для получения степени бакалавра (baccalaureus), два года для получения степени магистра (magistar) и три года для получения степени доктора наук (doktor znanosti). Местное различие проводится между профессиональными и академическими степенями на уровне бакалавриата, а также между инженерными и другими программами на уровнях ниже докторской.
Есть несколько исключений. Первая степень в области экономики по-прежнему занимает четыре года, а степень магистра получается после дополнительного года обучения на экономическом факультете Загребского университета и в Загребской школе экономики и менеджмента. Система «четыре плюс один год» также применима к изобразительному искусству и музыке. Медицинские и смежные исследования заменяют степень бакалавра шестилетними первыми профессиональными степенями и дипломами доктора медицины (doktor medicine).
Старые степени переводятся следующим образом:
- Обладатели дипломов имеют степени магистра (magistar inženjer для инженеров и magistar для других).
- Старая степень магистра является прародителем степени «magistar znanosti» (магистр наук), промежуточного звания между новой степенью магистра и докторской степенью для местного использования.
- Докторские степени остаются прежними.

В мае 2008 года около 5000 студентов протестовали против слабого финансирования, неточно определенных новых правил и плохих результатов Болонской реформы.

### Швеция
Законопроект, предлагающий новые правила в области высшего образования, был представлен парламенту в 2005 году, и новая система вступила в силу в июле 2007 года.

## Конференции министров
Один раз в два года в рамках Болонской декларации проводятся конференции министров, на которых министры выражают свою волю посредством коммюнике.
В Пражском коммюнике от 2001 года число стран-членов было увеличено до 33, и там же произошло расширение целей для достижения повышения привлекательности и конкурентоспособности европейского пространства высшего образования в условиях непрерывного образования. Кроме того, министры взяли на себя обязательства обеспечить дальнейшее развитие национальных квалификационных структур и качества обучения. Эта цель была дополнена положениями о непрерывном обучении как одном из важных элементов высшего образования, которые должны быть приняты во внимание при создании новых образовательных систем. Тема общественного контроля процесса обучения также впервые была поднята в Пражском коммюнике.
Следующая конференция на уровне министров состоялась в Берлине в 2003 году; Берлинское коммюнике увеличило число стран, участвующих в Болонском процессе до 40. Основные положения этого коммюнике рассматривают расширение целей, с точки зрения объединения связей Европейского пространства высшего образования в Европейское научное пространство (англ. European Research Area), а также меры по содействию получения качественного обучения. Другой важный вопрос, который рассматривался в Берлинском коммюнике — создание новых структур, поддерживающих процессы, инициированные в рамках двух конференций на уровне министров. На основании этого были созданы Болонская группа, Болонский Совет и Секретариат. В этом коммюнике министры также согласились, что должны быть созданы соответствующие национальные структуры в каждой из стран-участниц.
В 2005 году состоялась конференция министров в Бергене. Итоговое коммюнике подчеркнуло важность партнёрских связей, в том числе заинтересованных сторон — студентов, вузов, преподавателей и работодателей, а также дальнейшего расширения научных исследований, особенно в отношении третьего цикла — докторантуры. Кроме того, это коммюнике подчёркивает важность обеспечения более доступного высшего образования, а также повышения привлекательности Европейского пространства высшего образования в других частях мира.
В Лондонском коммюнике 2007 года число участвующих стран было расширено до 46. Это коммюнике сосредоточено на оценке прогресса, достигнутого к тому времени, поднимаются вопросы о мобильности, структурах степеней, уровне признания Болонской системы в целом, квалификационных структурах (как общих и национальных), непрерывном обучении, обеспечении качества образования, общественном контроле процесса обучения, а также поставлены множество приоритетных задач на 2009 год, основные из которых: мобильность, социальный контроль, который был предложен в Пражском коммюнике и впервые определён здесь, сбор данных и учёт, возможность трудоустройства. Было подчёркнуто, что существует необходимость дальнейшего сотрудничества, рассматривая его как возможность переформирования систем ценностей и концепций образовательного процесса.
В 2009 году конференция состоялась в бельгийском городе Лёвен (Louvain-la-Neuve — Новый Лёвен); основные рабочие вопросы касались планов на следующее десятилетие, с акцентом на: общественный контроль, непрерывное обучение, трудоустройство, методы донесения до студента целей образования. Также рассматривались вопросы международной открытости, мобильности обучающихся, образования в целом, научных исследований и инноваций, вопросы сбора данных, финансирования и разнообразных инструментов и методов обеспечения прозрачности образовательного процесса. Все эти вопросы были отражены в итоговом коммюнике, показывая новое направление Болонского процесса — более глубокое реформирование, которое обеспечит завершение процесса реализации Болонского процесса. Ещё одно изменение касается внутренних механизмов, связанных с председательством в Болонском Совете. Если раньше Болонский процесс был под председательством страны, председательствующей в ЕС, то теперь процесс будет проходить под председательством двух стран: как страны, председательствующей в ЕС, так и не входящих в ЕС стран по очереди в алфавитном порядке.
Следующая конференция министров состоялась в марте 2010 года в Будапеште и Вене; конференция являлась юбилейной — десятилетие Болонского процесса. В честь юбилея состоялось официальное объявление о создании европейского пространства высшего образования, что означает, что цель, поставленная в Болонской декларации, была выполнена. Кроме того, начиная с этой конференции, Европейское пространство высшего образования было расширено до 47 стран.
Девятая конференция министров образования Европейского пространства высшего образования и Четвёртый Болонский политический форум прошли в Ереване 14—15 мая 2015 г. В мероприятии принимали участие свыше 100 делегаций из 47 стран-участниц Болонского процесса, а также около 20 министров образования. На конференции были представлены основные результаты деятельности в области обеспечения качества, использования ECTS-кредитов, систем квалификация, признания предшествующего обучения, которые были заложены в Рабочем плане BFUG на 2012—2015 годы. В ходе Четвёртого Болонского политического форума министры образования стран ЕПВО вступили в глобальный диалог с коллегами из стран, граничащих с ЕПВО, включая Средиземноморский регион.

## Форумы
Совместно с конференциями министров в рамках Болонского процесса проводятся организационные форумы.
Первый организационный Болонский форум проходил в Лёвене в 2009 году. В нём приняли участие 46 членов Болонского процесса, а также широкий спектр третьих стран и неправительственных организаций. Основными вопросами, обсуждаемыми в рамках форума были: ключевая роль в развитии общества высшего образования, основанного на непрерывном образовательном процессе и возможности всех слоёв общества получать образование. Рассматривалась важность государственных инвестиций в высшее образование, несмотря на экономический кризис, важность межнациональных обменов в сфере высшего образования, необходимость сбалансированного обмена преподавателями, исследователями и студентами между странами с целью содействия справедливому и плодотворному «обмену мозгами» как альтернатива «утечке мозгов».
Второй организационный Болонский форум состоялся в Вене в марте 2010 года; в нём приняли участие 47 стран и восемь консультативных членов, а также третьи страны и неправительственные организации. Основными темами обсуждения были следующие вопросы: как системы высшего образования и учреждения реагируют на растущие потребности и ожидания, обеспечение баланса между сотрудничеством и конкуренцией в международном высшем образовании.
Также большинство участников признали необходимость создания контактных методов для каждого из участников процесса, таких как назначение ответственных контактных лиц для каждой участвующей страны, которые будут выступать в качестве связующего звена, помогут улучшить обмен информацией и координацию совместных действий, в том числе подготовку следующего организационного Болонского форума. Также была признана необходимость способствовать и развивать глобальный диалог между студентами всех стран.

## Достоинства и недостатки
Достоинства Болонского процесса: расширение доступа к высшему образованию, дальнейшее повышение качества и привлекательности европейского высшего образования, расширение мобильности студентов и преподавателей, а также обеспечение успешного трудоустройства выпускников вузов за счёт того, что все академические степени и другие квалификации должны быть ориентированы на рынок труда.
В мае 2005 года Национальный союз студентов Европы опубликовал исследование, названое «Чёрная книга Болонского процесса». В книге описываются многочисленные провалы Болонского соглашения (утрата идентичностей университетов, дороговизна перемещения студентов между университетами).
США не только наблюдают за процессом европейской образовательной интеграции, но и достаточно активно участвуют в нём. В 1992 году при ЮНЕСКО была создана рабочая группа по разработке нормативной базы для обеспечения возможности взаимного признания документов об образовании стран Европы и Америки. Однако за два года не удалось прийти к консенсусу: выяснилось, что одной из главных проблем на пути конвергенции двух образовательных систем является проблема сопоставления Европейской системы взаимного признания зачётных единиц (ECTS) с американской системой зачётных единиц (англ. credits). В США применяется более разнообразная и гибкая система учёта учебной нагрузки, состоящая из системы зачётных единиц (credits), подсчёта суммарных оценок по критериям количества (GPA) и качества (QPA), а также дополнительных баллов за успешную учебную и научную работу (Honors).
Социолог, философ, журналист Марина Бурик в 2009 году отмечала, что «болонский процесс (введение кредитно-модульной системы) несёт с собой снижение качества образования, потому что вместо фундаментального образования через систему курсов, которые предлагаются для получения квалификационного уровня, студентам нужно выслушать определённый набор узкоспециализированных дисциплин».
Декан философского факультета МГУ профессор Владимир Миронов отмечал в 2010 году: «мы теряем фундаментальное образование, скатываемся в платное образование. <…> Болонские принципы формально ничего не предписывают, это некие пожелания, но наша страна избрала наихудший вариант. <…> Давайте посмотрим на истоки Болонской системы. На Западе огромное количество мигрантов, их надо интегрировать. Проще всего это сделать через образование. Но, поскольку мигрантов много, надо понимать, что включить всех в некую элитную систему образования трудно. Поэтому нужно систему понизить, например, до уровня бакалавра. И тогда все смогут учиться. Фактически бакалавриат — это пролонгированное среднее образование».
Политический философ, социолог религии и общественный деятель Александр Щипков в 2023 году отметил, что «на словах у приверженцев болонской системы бакалаврские дипломы были полноценными. На самом же деле бакалавриат был „недообразованием“. Он был создан для подготовки специалистов узкой направленности для обслуживания элит. „Дёшево и быстро“. Задачи дать полноценное высшее образование в рамках этой идеи не стояло. Бакалавры были всегда поражены в правах. Преподавать в высшей школе — запрещено, заниматься наукой — запрещено, выбирать ответственные должности — запрещено».
Однако недавние исследования показывают, что Болонская реформа не оказала негативного влияния на трудоустройство выпускников. В 2025 году в журнале Oxford Bulletin of Economics and Statistics была опубликована статья, основанная на данных Федеральной службы государственной статистики (Росстат) о выборочном наблюдении трудоустройства выпускников и выборочном обследовании рабочей силы. Для выявления причинно-следственной связи между введением реформы и изменениями в показателях на рынке труда выпускников был применён квази-экспериментальный метод разности разностей (difference-in-differences). Полученные результаты показали отсутствие статистически значимого отрицательного эффекта реформы на вероятность трудоустройства выпускников, что ставит под сомнение распространённые опасения относительно её последствий.
Профессор НИУ ВШЭ, доктор филологических наук Григорий Прутцков отмечает, что выход страны из Болонского процесса не отменят международного сотрудничества российских вузов.

## Перспективы Болонского процесса
Болонский процесс практически прошёл стадию интеграции в себя всех заинтересованных участников установления европейской зоны высшего образования. Конечно, количество участников и дальше будет меняться, однако, неизбежно начался и процесс оценок такого взаимодействия.
Дальнейшее развитие Болонского процесса определяет стадия универсальной оценки востребованности у работодателя полученных компетенций обучающихся, в том числе работников. Данные оценки необходимы для выполнения основных положений Болонской декларации в рамках основной цели Болонского процесса и позволяют:
1. Повысить возможности трудоустройства европейских граждан и международной конкурентоспособности европейской системы высшего образования.
2. Иметь системные оценки в рамках концепции «обучение в течение всей жизни».
3. Иметь системные оценки стандартов транснационального образования.
4. Содействовать европейскому сотрудничеству в обеспечении качества с целью разработки сопоставимых критериев и методологий.
5. Содействовать практической подготовке и проведению научных исследований.